# Viridigona subrondinha
Viridigona subrondinha är en tvåvingeart som beskrevs av Stefan Naglis 2003. Viridigona subrondinha ingår i släktet Viridigona och familjen styltflugor. Inga underarter finns listade i Catalogue of Life.